# Сизов, Павел Константинович
Павел Константинович Сизов — советский государственный партийный и хозяйственный деятель. Участник Великой Отечественной войны.

## Биография
Родился 7 апреля 1916 года в г. Костроме. Член ВКП(б) с 1941 года. Окончил Московский текстильный институт (1941 г.)

### Послужной список
- 1931 −1941 гг. — препаратор, старший техник Научно-исследовательского института текстильной промышленности
- 1941—1942 гг. — сменный мастер, начальник Отдела, заведующий прядильной фабрикой
- 1942—1946 гг. — в РККА, участие в Великой Отечественной войне.
- 1946—1955 гг. — инструктор Московского городского комитета ВКП(б)
- 1955—1956 гг. — заместитель министра промышленности товаров широкого потребления СССР, заместитель министра текстильной промышленности СССР

- 1956—1965 гг. — заведующий Сектором Отдела лёгкой и пищевой промышленности ЦК КПСС

- 1965—1973 гг. — заведующий Отделом лёгкой, пищевой промышленности и торговли ЦК КПСС по РСФСР
- 1966—1971 гг. — заведующий Отделом лёгкой и пищевой промышленности ЦК КПСС

- 1973—1977 гг. — министр текстильной промышленности РСФСР.

С 1977 года на пенсии.
- 1966—1971 гг. — кандидат в члены ЦК КПСС

Избирался депутатом Верховного Совета СССР 7-го и 8-го созыва, Верховного Совета РСФСР 9-го созыва.
Скончался 6 ноября 1988 года в Москве.